# Ritzerau
Ritzerau település Németországban, Schleswig-Holstein tartományban. Lakosainak száma 294 fő (2023. december 31.).

## Népesség
A település népességének változása:
| Lakosok száma | 256  | 313  | 305  | 298  | 299  | 294  |
|               | 1975 | 2017 | 2019 | 2021 | 2022 | 2023 |